# Guldrörbock
Guldrörbock (Donacia bicolora) är en skalbaggsart som beskrevs av Zschach 1788. Den ingår i släktet Donacia och familjen bladbaggar. Arten förekommer i alla de  nordiska länderna utom Island.

## Beskrivning
En avlång men kraftigt byggd skalbagge, vanligen med kroppen (inklusive antenner och ben) i tydlig metallglans i ljusgrönt eller varmgult, mindre ofta i blått eller rödbrunt. Täckvingarna är buckliga längs yttersidorna och sömmen mellan de två täckvingarna. Kroppslängden är 8 till 11 mm.

## Utbredning
Utbredningsområdet omfattar större delen av Europa, från Brittiska öarna i väster till europeiska Ryssland i öster, och från Skandinavien i norr till Spanien i söder. I vårt närområde finns den (förutom i Sverige och Finland) i Danmark, Norge, Estland och Lettland. I Sverige finns arten i Götaland och Svealand, medan den i Finland har observerats från södra delarna av landet till Mellersta Österbotten, Norra Savolax och Norra Karelen.
Arten är klassificerad som livskraftig i både Sverige och Finland.

## Ekologi
Arten finns vid stillastående eller långsamt flytande sötvattenssamlingar. Larverna lever under vatten på igelknoppar, troligtvis framför allt stor igelknopp. De vuxna individerna är aktiva i maj till juni, då de sitter på växternas blad som de gnager på.